# Stan Kenton

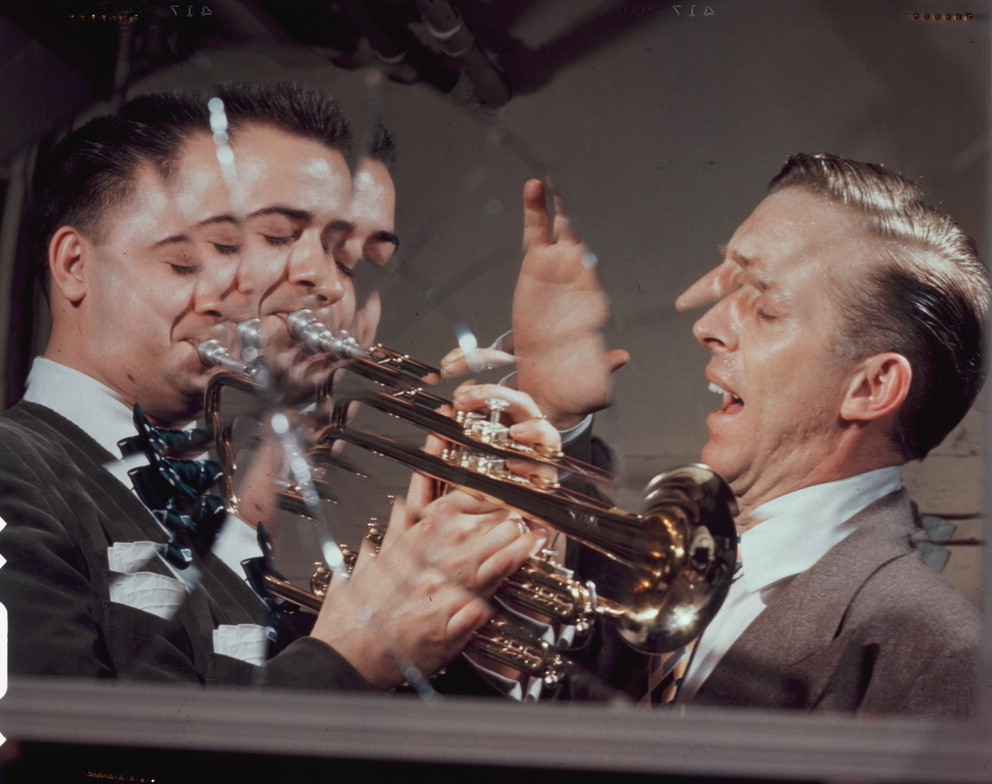
Buddy Childers, Stan Kenton 1947 nebo 1948, foto: William P. Gottlieb

Stanley Newcomb Kenton; známý jako Stan Kenton (15. prosince 1911 – 25. srpna 1979) byl americký jazzový pianista, hudební skladatel a aranžér. Je držitelem ceny Grammy. Na klavír hrál již od dětství a jako teenager působil v několika skupinách. Ve třicátých letech hrál například s Videm Mussem a Gusem Arnheimem. V roce 1941 založil svůj vlastní orchestr. Své poslední vystoupení odehrál v srpnu roku 1978. Jako své datum narození uváděl 19. únor 1912, přestože to nebyla pravda. Důvodem, proč mu to rodiče tvrdili bylo, že v případě, že se narodil již v prosinci, by byl počat v době, kdy jeho rodiče nebyli manželé.

## Výběr z diskografie

### Studiová alba
- Stan Kenton and His Orchestra – McGregor #LP201 (1941)
- The Formative Years – Decca #589 489-2 (1941–1942)
- Stan Kenton Encores – Capitol #155 (various early years)
- Stan Kenton's Artistry in Rhythm – Capitol #167 ('45-'48)
- Opus In Pastels – Jazz Roots (1945–1952)
- A Presentation of Progressive Jazz – Capitol #T172 (1947)
- Innovations in Modern Music – Capitol #189 (1-30-1950)
- Stan Kenton's Milesones – Capitol #T190 (thru 1950)
- Stan Kenton Presents – Capitol #248 (1950)
- City of Glass (Stan Kenton recording) – Capitol #H353 (1951)
- Stan Kenton Classics – Capitol #358 (various years)
- New Concepts of Artistry in Rhythm – Capitol 383 (1952)
- Stan Kenton's Greatest Hits (orig.recordings) – Capitol #398 (1943–1951)
- Sketches on Standards- Capitol #426 (1953)
- This Modern World- Capitol #460 (1953)
- Portraits on Standards – Capitol #462 (1953)
- Kenton Showcase: The Music of Bill Holman and Bill Russo – Capitol #W524 (1954)
- The Kenton Era – Capitol #WDX569 (1940–1953)
- Duet (June Christy) – Capitol #656 (1955)
- Contemporary Concepts – Capitol #666 (1955)
- Kenton in HI-FI – Capitol #724 (1956)
- Cuban Fire! – Capitol #731 (1956)
- City of Glass and This Modern World – Capitol #736 (various years)
- With Voices – Capitol #810 (1957)
- Rendezvous with Kenton – Capitol #932 (1957)
- Back to Balboa – Capitol #995 (1958)
- The Ballad Style of Stan Kenton – Capitol #1068 (1958)
- Lush Interlude – Capitol #1130 (1958)
- The Stage Door Swings – Capitol #1166 (1958)
- The Kenton Touch – Capitol #1276 (1958)
- Viva Kenton – Capitol #1305 (1959)
- Standards in Silhouette – Capitol #1394 (1959)
- Too Much (with Ann Richards) – Capitol #1495 (1960)
- Sophisticated Approach – Capitol #1674 (1961)
- The Romantic Approach – Capitol #1533 (1961)
- A Merry Christmas – Capitol #1621 (1961)
- West Side Story – Capitol #1609 (1961)
- Adventures in Blues – Capitol #1985 (1961)
- Adventures in Jazz – Capitol #1796 (1961)
- Adventures in Standards – (1961)
- Stan Kenton Plays 18 Original Big-Band Recordings – Hindsight #HCD=407
- Mellophonium Magic – Status #CD103 (1962)
- Mellophonium Moods – Status #STCD106 (1962)
- Adventures in Time – Capitol #1844 (1962)
- Stan Kenton – Tex Ritter - Capitol #1757 (1962)
- Artistry in Bossa Nova - Capitol #1931 (1963)
- Kenton/Turner - Capitol #2051 (1963)
- Artistry in Voices And Brass - Capitol #2132 (1963)
- Kenton/Wagner - Capitol #2217 (1964)
- Stan Kenton Conducts the Los Angeles Neophonic Orchestra - Capitol #2424 (1965-1966)
- Stan Kenton Plays for Today - Capitol #2655 (1966-1967)
- The World We Know - Capitol #2810
- The Jazz Compositions of Dee Barton - Capitol #2932 (1967)
- Hair - Capitol #ST305 (1968)
- Finian's Rainbow - Capitol #2971 (1968)
- Today: Recorded Live in London - London #B944179-80 (1972)
- National Anthems of the World - Creative World #1060
- Birthday in Britain - Creative World #1065 (1973)
- 7.5 On The Richter Scale - Creative World #1070 (1973)
- Kenton Plays Chicago - Creative World #1072 (1974)
- Fire, Fury and Fun - Creative World #1073 (1974)
- Kenton '76 - Creative World #1076 (1976)
- Journey Into Capricorn - Creative World #1077 (1976)
- Some Women I've Known - Creative World #1029
- Stan Kenton Without His Orchestra (solo) - Creative World #1071
- Street of Dreams – Creative World #1079